# Poggio-di-Venaco
Poggio-di-Venaco (korziško U Poghju di Venacu) je naselje in občina v francoskem departmaju Haute-Corse regije - otoka Korzika. Leta 2007 je naselje imelo 183 prebivalcev.

## Geografija
Kraj leži v osrednjem delu otoka Korzike znotraj naravnega regijskega parka Korzike, 10 km južno od Cort.

## Uprava
Občina Poggio-di-Venaco skupaj s sosednjimi občinami Casanova, Muracciole, Riventosa, Santo-Pietro-di-Venaco, Venaco in Vivario sestavlja kanton Venaco s sedežem v Venacu. Kanton je sestavni del okrožja Corte.

## Zanimivosti
- župnijska cerkev sv. Kviricija iz 17. stoletja.